# Chris Carter (spisovatel)
Chris Carter (* 14. července 1965 Brasília, Brazílie) je americký spisovatel italského původu, autor thrillerů. Při psaní ho inspirovaly poznatky ze studia forenzní psychologie a zkušenosti ze studia sériových vrahů.

## Život a dílo
Narodil se v Brasílii italským přistěhovalcům, ve svém rodném městě strávil dětství a dospívání. Po maturitě se přestěhoval do Spojených států amerických a na Univerzitě v Michiganu vystudoval psychologii se zaměřením na kriminální chování. Během studia pracoval v různých oborech, po ukončení univerzity se stal členem týmu soudní psychologie michiganského státního zastupitelství, jako člen týmu vyslýchal a studoval mnoho zločinců, včetně sériových a mnohonásobných vrahů odsouzených k doživotním trestům. Začátkem 90. let se přestěhoval do Los Angeles, kde strávil deset let jako kytarista v různých glam rockových skupinách. Jako profesionální hudebník působil také v Londýně a podnikal turné po celém světě. Později opustil hudební branži a stal se spisovatelem na plný úvazek. Od roku 2009 se věnuje psaní thrillerů, hlavní hrdina jeho knih je losangeleský policejní psycholog Robert Hunter. Všechny jeho knihy do češtiny přeložila Jana Pacnerová.